# Dickson (Oroszország)
Dickson (oroszul Диксон [Gyikszon]) városi jellegű település Oroszország ázsiai részén, Szibériában, a Krasznojarszki határterület Tajmiri Dolgan–Nyenyec járásában. Lakosainak száma 306 fő (2024).

## Etimológia
A város a svéd felfedezőről, Oscar Dickson báróról kapta a nevét, ezért Dicksonnak, nem pedig a cirill ábécé szerinti Gyikszonnak írjuk magyarul.

## Földrajza
Dickson a Tajmir-félsziget északnyugati csúcsán, a Jenyiszej-öböl torkolatánál helyezkedik el, a Jeges-tengerhez tartozó Kara-tenger partján. Oroszország egyik szélső földrajzi pontja: a legészakabbra lévő lakott helység egész Ázsiában, és Oroszország legészakibb kikötővárosa.
A település két részből áll: egyik része a Dickson-szigeten, másik része a szárazföldön terül el. A két  településrészt elválasztó öböl 1,5 km széles. Télen autóval az öböl jegén kijelölt úton lehet közlekedni, nyáron kishajók biztosítják az átkelést. Tavasszal és ősszel a település egyik részéből a másikba csak helikopterrel lehet eljutni.
Távolsága vízi úton a határterület központjától, Krasznojarszktól 2507 km, Dugyinka járási székhelytől 650 km. Dickson repülőterének távolsága  Dugyinka repülőterétől 506 km, Norilszk Alikeli repülőterétől 526 km.